# Scala de Berlin

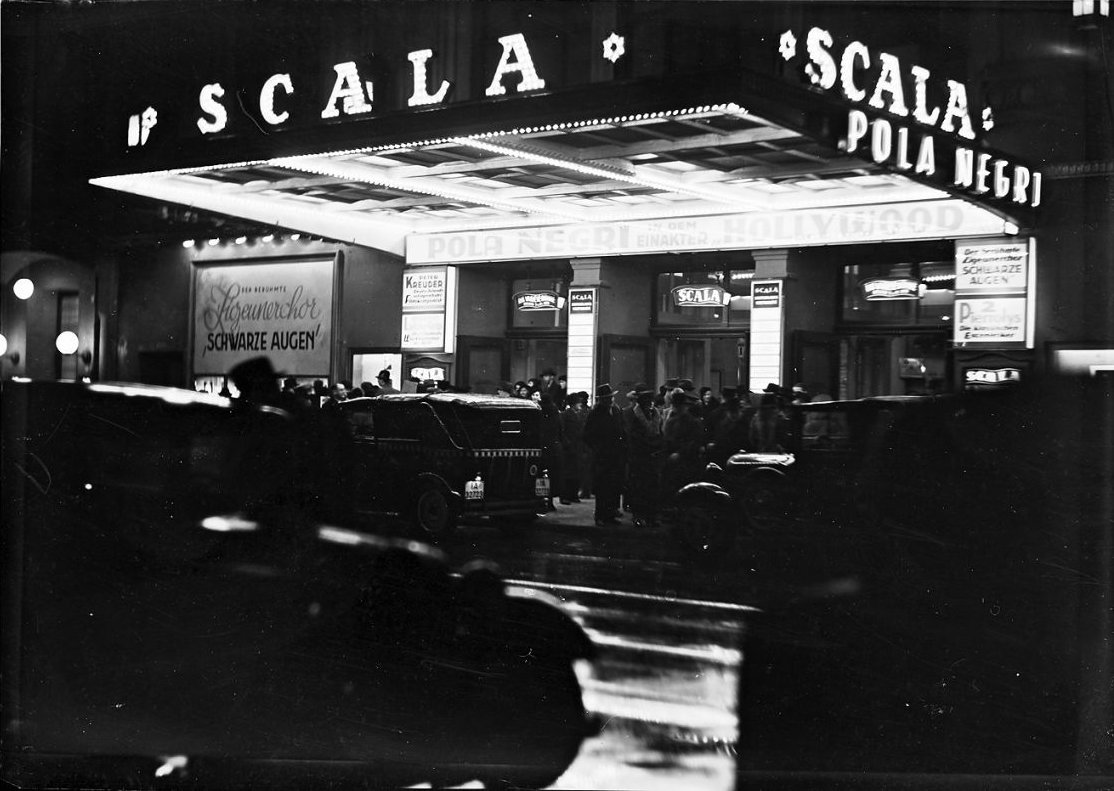
Entrée de la Scala en 1936.

La Scala de Berlin fut entre  1920 et 1944 l'un des plus célèbres cabarets en Allemagne. S'y produisirent de nombreuses vedettes internationales comme le jongleur italien Enrico Rastelli, le clown suisse Grock, Eduardo Bianco et son orchestre de tangos argentins, le danseur espagnol Vicente Escudero ; ou encore en mars 1939, le chanteur français Tino Rossi. Le chef d'orchestre allemand Otto Stenzel était le chef attitré de cet établissement.

## Historique

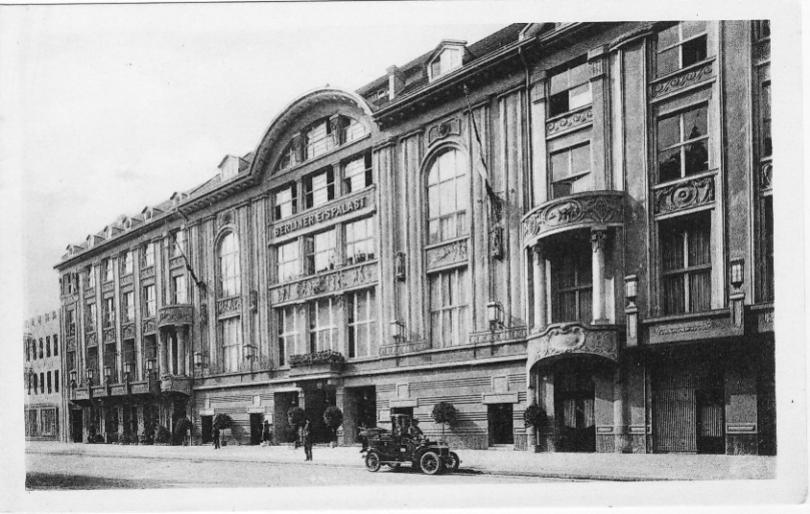
Bâtiment du palais de glace, vers 1914.

La Scala, située dans l'ancien palais de glace (Eispalast) de Berlin, fut fondée en 1920 par neuf hommes d'affaires pour la plupart juifs, sous forme de société à responsabilité limitée de droit allemand (GmbH). La Scala devint un cabaret de renommée internationale à partir de la période des années folles. 

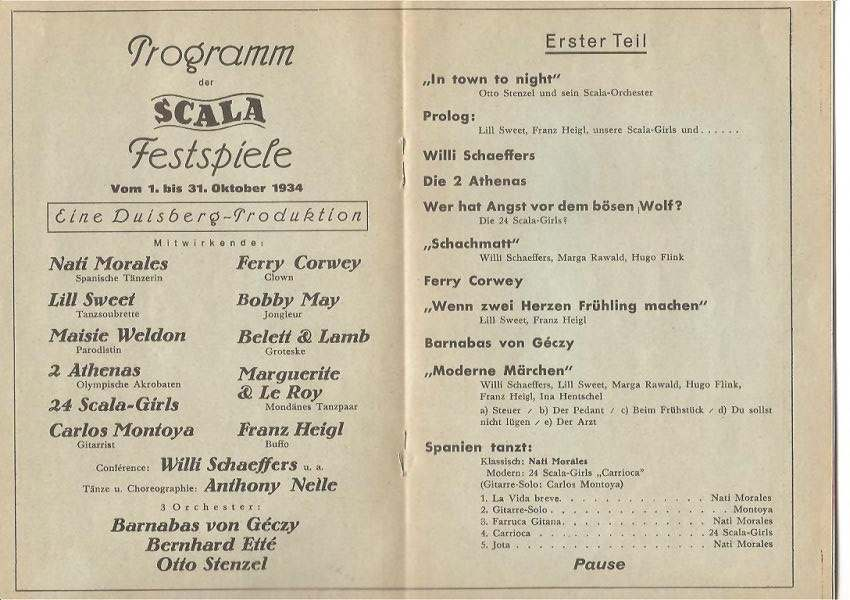
Programme de 1934.

Par contre, en raison de la Grande Dépression de 1929, la Scala connut ses premiers problèmes financiers. Acculé par les dettes, la Dresdner Bank, contrôlée par l'État national-socialiste allemand depuis 1933, finit par racheter les parts du capital, et la Scala vit l'intégralité de son organigramme remplacé par des « non-juifs ». Dès 1941, le cabaret géré par le Deutsche Arbeitsfront était officiellement considéré comme le plus grand théâtre de variétés et de revues de toute l'Allemagne. 
La Scala fut gravement endommagée dans la nuit du 22 au 23 novembre 1943 par un raid aérien allié, mais l'activité put malgré tout reprendre, jusqu'au 10 août 1944, lorsque Joseph Goebbels finit par interdire toutes les activités qui n'étaient pas en rapport direct avec la guerre. Cette interdiction signa la fin de la Scala de Berlin. 
Après la guerre, les actions intentées par les propriétaires initiaux ont toutes été rejetées. Les vestiges du bâtiment abandonné furent démolis dans les années 1970 pour être remplacés par un parking.

## Liens
- La Scala en cartes postales